# Акселеромиограф

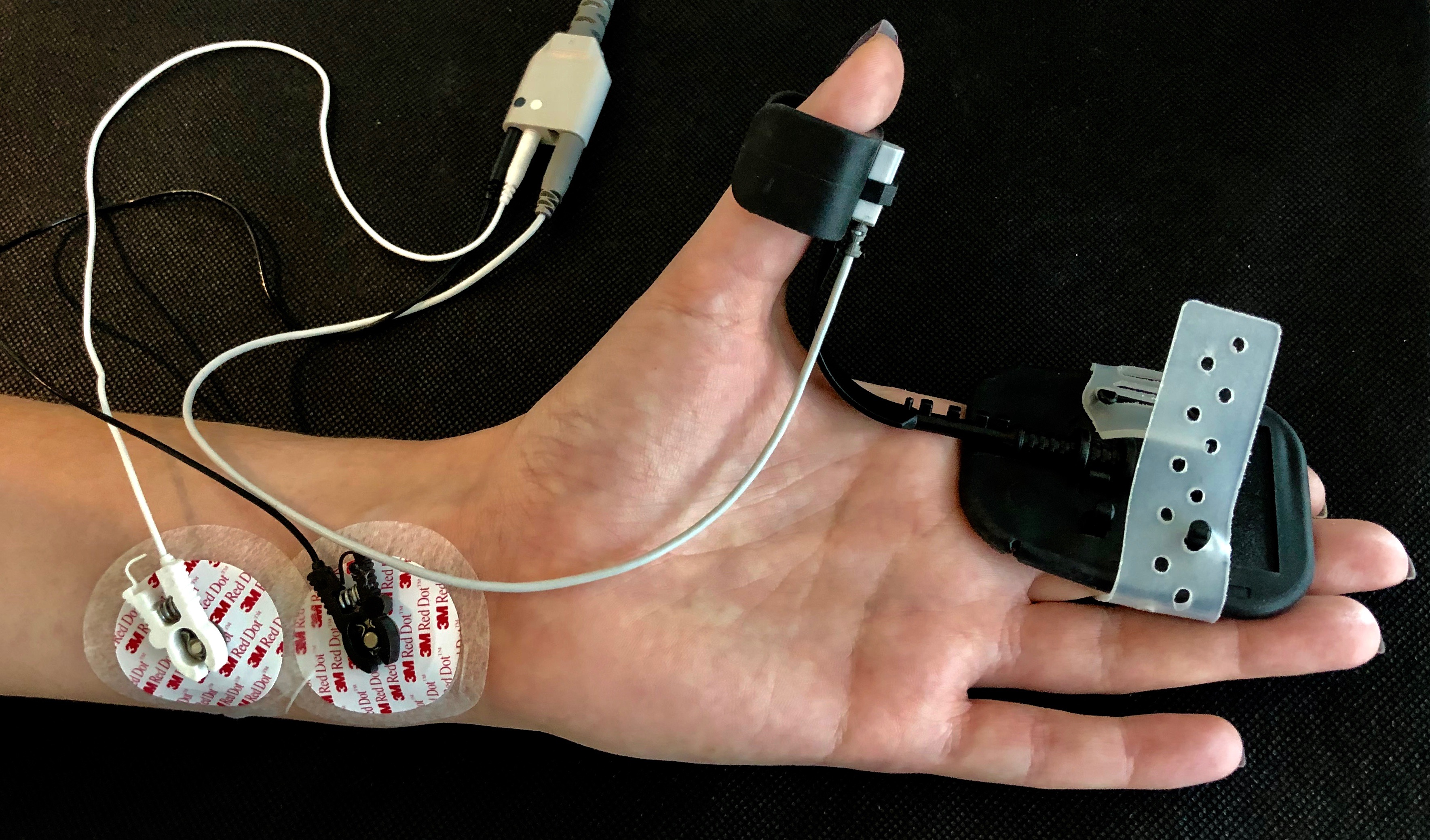
Акселеромиография - количественный нейромышечный мониторинг с использованием TOF-Watch.

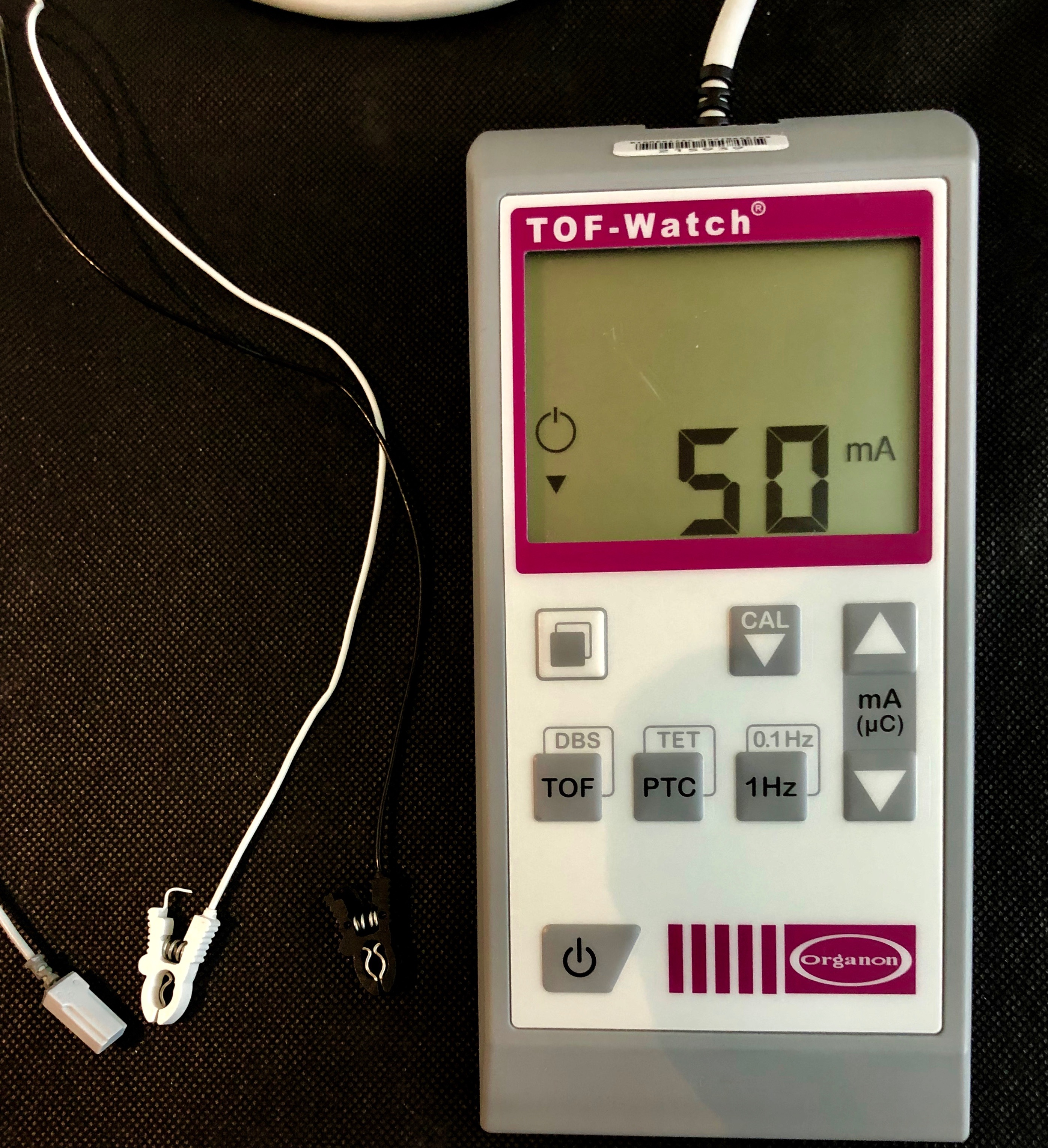
Акселеромиография с использованием TOF-Watch

Акселеромиограф — это пьезоэлектрический миограф, используемый для измерения силы, создаваемой мышцей при нервной стимуляции.  Акселеромиографы используются во время анестезии при назначении миорелаксантов для измерения глубины нервно-мышечной блокады и оценки адекватности восстановления от этих агентов в конце операции.  Акселеромиография классифицируется как количественный нейромышечный мониторинг. 

## Назначение
Пациенты, которые подвергаются анестезии, могут получать лекарство, которое парализует мышцы, облегчая эндотрахеальную интубацию и улучшая условия работы для хирурга.  Препараты более длительного действия имеют более высокую распространенность остаточной блокады в PACU или ICU, чем препараты более короткого действия.  Были описаны различные клинические тесты для измерения или исключения признаков остаточной мышечной слабости, но они не могут исключать послеоперационную остаточную кураризацию.  Небольшие степени мышечной блокады могут быть точно измерены только с помощью количественного нейромышечного мониторинга.  В частности, наблюдатель не может надежно измерить мышечное затухание, когда отношение при  четырёхразрядной стипуляции (TOF-тест) находится в пределах от 0,4 до 0,9.

## Конструкция
Акселеромиографы измеряют мышечную активность с помощью миниатюрного пьезоэлектрического преобразователя, который прикреплен к стимулируемой мышце.  Напряжение создается, когда мышца ускоряется, и это ускорение пропорционально силе сокращения.  Масса m пьезоэлектрического преобразователя известна, и ускорение a измеряется, поэтому сила может быть рассчитана по формуле F = ma.  Акселеромиографы являются более дорогостоящими, чем более распространенные мониторы сокращений, но было показано, что они лучше устраняют остаточную блокаду и связанные с ней симптомы мышечной слабости и улучшают общее качество восстановления. 

## Внешние ссылки
- Сравнение механомиографии и акселеромографии на Respond2Articles.com.